# Saint-Paul-lès-Durance
Saint-Paul-lès-Durance är en kommun i departementet Bouches-du-Rhône i regionen Provence-Alpes-Côte d'Azur i sydöstra Frankrike. Kommunen ligger  i kantonen Peyrolles-en-Provence som ligger i arrondissementet Aix-en-Provence. År 2022 hade Saint-Paul-lès-Durance 886 invånare.

## Befolkningsutveckling
Antalet invånare i kommunen Saint-Paul-lès-Durance
Referens:INSEE